# Цангберг
Цангберг (њем. Zangberg) општина је у њемачкој савезној држави Баварска. Једно је од 31 општинског средишта округа Милдорф ам Ин. Према процјени из 2010. у општини је живјело 1.062 становника. Посједује регионалну шифру (AGS) 9183151.

## Географски и демографски подаци
Цангберг се налази у савезној држави Баварска у округу Милдорф ам Ин. Општина се налази на надморској висини од 430 метара. Површина општине износи 9,8 km². У самом мјесту је, према процјени из 2010. године, живјело 1.062 становника. Просјечна густина становништва износи 108 становника/km².

## Међународна сарадња
| Мјесто  | Држава   | Врста сарадње | Од    |
| ------- | -------- | ------------- | ----- |
| Мернбах | Аустрија | контакт       | 2000. |
| Извор   |          |               |       |